# Пеночки
Настоящие пеночки, или пеночки (лат. Phylloscopus) — род мелких насекомоядных птиц, единственный в семействе пеночковых (Phylloscopidae), обитающих в Европе, Азии и Африке. Наибольшее биоразнообразие имеется в Восточной Азии.

## Таксономия
Ранее пеночки обычно рассматривались в качестве группы птиц из семейства славковых, однако в 2006 году было принято решение выделить этот род, а также род расписных пеночек (Seicercus) в отдельное семейство. В 2018 году в результате молекулярно-филогенетических исследований род Seicercus синонимизировали с родом Phylloscopus, в итоге семейство Phylloscopidae стало монотипическим с единственным родом Phylloscopus. В состав рода включают 81 вид. Из них 11 видов ранее помещали в род Seicercus.

## Описание
Пеночки — маленькие с стройным телосложением. По сравнению со славками (Sylvia) у них более короткий хвост и длинные лапки. Клюв тонкий. В целом, пеночки окрашены в очень незаметные и неконтрастные цвета, а многие виды весьма похожи друг на друга. Оперение преимущественно жёлтое, зелёное или коричневое, нижняя сторона как правило светлее. Для некоторых азиатских видов характерны светлое обрамление крыльев и хвоста, а также светлые полоски над глазами. Общей чертой всех видов является отсутствие полового диморфизма в окраске, которая также не отличается среди молодых и взрослых особей. В ровном хвосте 12 крупных перьев.

## Распространение
Почти все виды обитают в лиственных и хвойных лесах. Некоторые виды Азии встречаются и в кустарниках на высоте, где деревья уже не растут. В орнитофауне Российской Федерации представлены 13 видами: пеночка-весничка, пеночка-теньковка, пеночка-трещотка, пеночка-таловка, зелёная пеночка, пеночка-зарничка, корольковая пеночка, светлоголовая пеночка, толстоклювая пеночка, бурая пеночка, индийская пеночка и бледноногая пеночка. Кавказская пеночка (Phylloscopus lorenzii), также представленная на территории России, в настоящее время рассматривается в статусе подвида Phylloscopus sindianus.

## Размножение
Своё гнездо пеночки строят, как правило, на земле или непосредственно над землёй иногда на средней высоте на деревьях. Гнёзда строятся цельными и закрытыми с боковым входом. Отложенные яйца либо полностью белые, либо испещрены коричневатым крапом или красноватыми пятнами.

## Виды
В состав рода включают 81 вид:
- Phylloscopus sibilatrix — Пеночка-трещотка
- Phylloscopus bonelli — Светлобрюхая пеночка
- Phylloscopus orientalis — Белобрюхая пеночка
- Phylloscopus pulcher — Золотополосая пеночка
- Phylloscopus maculipennis — Серогорлая пеночка
- Phylloscopus humei — Тусклая зарничка
- Phylloscopus inornatus — Пеночка-зарничка
- Phylloscopus subviridis — Гималайская пеночка
- Phylloscopus yunnanensis
- Phylloscopus chloronotus
- Phylloscopus forresti
- Phylloscopus kansuensis
- Phylloscopus proregulus — Корольковая пеночка
- Phylloscopus tytleri — Тонкоклювая пеночка
- Phylloscopus armandii — Пеночка Арманда
- Phylloscopus schwarzi — Толстоклювая пеночка
- Phylloscopus griseolus — Индийская пеночка
- Phylloscopus affinis — Гималайская пеночка
- Phylloscopus fuligiventer — Дымчатая пеночка
- Phylloscopus fuscatus — Бурая пеночка
- Phylloscopus neglectus — Иранская пеночка
- Phylloscopus subaffinis — Китайская пеночка
- Phylloscopus trochilus — Пеночка-весничка
- Phylloscopus sindianus — Среднеазиатская теньковка
- Phylloscopus canariensis — Канарская пеночка
- Phylloscopus collybita — Пеночка-теньковка
- Phylloscopus ibericus — Иберийская пеночка
- Phylloscopus coronatus — Светлоголовая пеночка
- Phylloscopus ijimae — Иджимская пеночка
- Phylloscopus olivaceus — Филиппинская пеночка
- Phylloscopus cebuensis — Пеночка Цебу
- Phylloscopus ruficapilla — Рыжешапочная пеночка
- Phylloscopus umbrovirens — Угандийская пеночка
- Phylloscopus laetus — Бурощёкая пеночка
- Phylloscopus laurae — Пеночка Лауры
- Phylloscopus herberti — Черношапочная пеночка
- Phylloscopus budongoensis
- Phylloscopus intermedius
- Phylloscopus poliogenys — Серощёкая расписная пеночка
- Phylloscopus burkii — Золотоглазая расписная пеночка
- Phylloscopus tephrocephalus
- Phylloscopus whistleri — Пеночка Уистлера
- Phylloscopus valentini — Пеночка Бианки
- Phylloscopus soror
- Phylloscopus omeiensis

- Phylloscopus nitidus — Желтобрюхая пеночка
- Phylloscopus plumbeitarsus
- Phylloscopus trochiloides — Зелёная пеночка
- Phylloscopus emeiensis
- Phylloscopus magnirostris — Длинноклювая пеночка

- Phylloscopus borealoides — Сахалинская пеночка
- Phylloscopus tenellipes — Бледноногая пеночка
- Phylloscopus xanthodryas
- Phylloscopus examinandus
- Phylloscopus borealis — Пеночка-таловка

- Phylloscopus castaniceps — Красноголовая расписная пеночка
- Phylloscopus grammiceps — Сундская расписная пеночка
- Phylloscopus montis — Желтогрудая расписная пеночка
- Phylloscopus calciatilis
- Phylloscopus ricketti — Пеночка Слейтера

- Phylloscopus cantator — Чернобровая пеночка
- Phylloscopus occipitalis — Зеленокрылая пеночка
- Phylloscopus reguloides — Корольковидная пеночка
- Phylloscopus claudiae
- Phylloscopus goodsoni

- Phylloscopus ogilviegranti
- Phylloscopus hainanus
- Phylloscopus intensior
- Phylloscopus xanthoschistos
- Phylloscopus trivirgatus — Горная пеночка

- Phylloscopus nigrorum
- Phylloscopus floresianus
- Phylloscopus presbytes
- Phylloscopus rotiensis
- Phylloscopus makirensis

- Phylloscopus nesophilus
- Phylloscopus sarasinorum
- Phylloscopus amoenus — Куламбангрская пеночка
- Phylloscopus poliocephalus
- Phylloscopus maforensis

- Phylloscopus misoriensis

- Phylloscopus emilsalimi
- Phylloscopus suaramerdu
- Phylloscopus affinis — Очковая расписная пеночка